# Ike Shorunmu
Ikechukwu Ibrahim "Ike" Shorunmu (* 16. Oktober 1967 in Lagos) ist ein ehemaliger Fußballtorhüter aus Nigeria. Er war Schlussmann des nigerianischen Teams bei der Weltmeisterschaft 2002.

## Vereinskarriere
Shorunmu spielte bei verschiedenen Vereinen in seiner nigerianischen Heimat; 1996 ging er in die Schweiz, wo er beim FC Zürich spielte. Neben 87 Ligaspielen absolvierte Shorunmu auch zwei Partien im UEFA-Pokal. Nach drei Jahren in der Nationalliga A holte ihn Beşiktaş Istanbul in die Süperlig, er konnte sich jedoch bei Beşiktaş nicht durchsetzen. Er ging zunächst zurück in die Schweiz zum FC Luzern und spielte anschließend noch drei Jahre bei Samsunspor. Nach einem kurzen Zwischenspiel bei den Young Fellows Juventus in Zürich wurde er Torwarttrainer der nigerianischen Nationalmannschaft.

## Nationalmannschaft
Unter Coach Clemens Westerhof wurde Shorunmu 1992 in die nigerianische Nationalmannschaft aufgenommen. Er spielte für sein Heimatland in den WM-Qualifikationsspielen 1994, 1998 und 2002. In Japan und Korea gehörte er dem Kader der Super Eagles an und kam in zwei der drei Spiele zum Einsatz.